# Linge

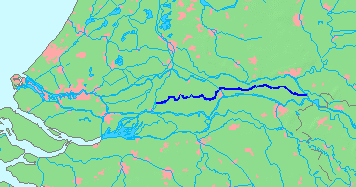
Lage der Linge in den Niederlanden

Die Linge ist ein 108 km langer Fluss in den Niederlanden, der durch die Provinzen Gelderland und Zuid-Holland fließt.
Sie hat ihren Ursprung beim Schloss Doornenburg innerhalb der Verzweigung des Rheins in den Pannerdens-Kanal/Nederrijn und die Waal, fließt parallel und zwischen diesen beiden Flussarmen u. a. durch die für ihren Obstbau bekannte Landschaft Betuwe und mündet  bei Gorinchem in die Waal/Merwede.
Die Linge ist für kleine Schiffe, zwischen Leerdam und Gorinchem auch für Binnenschiffe bis 600 Tonnen befahrbar und für den Wassersporttourismus von Bedeutung.

## Bilder

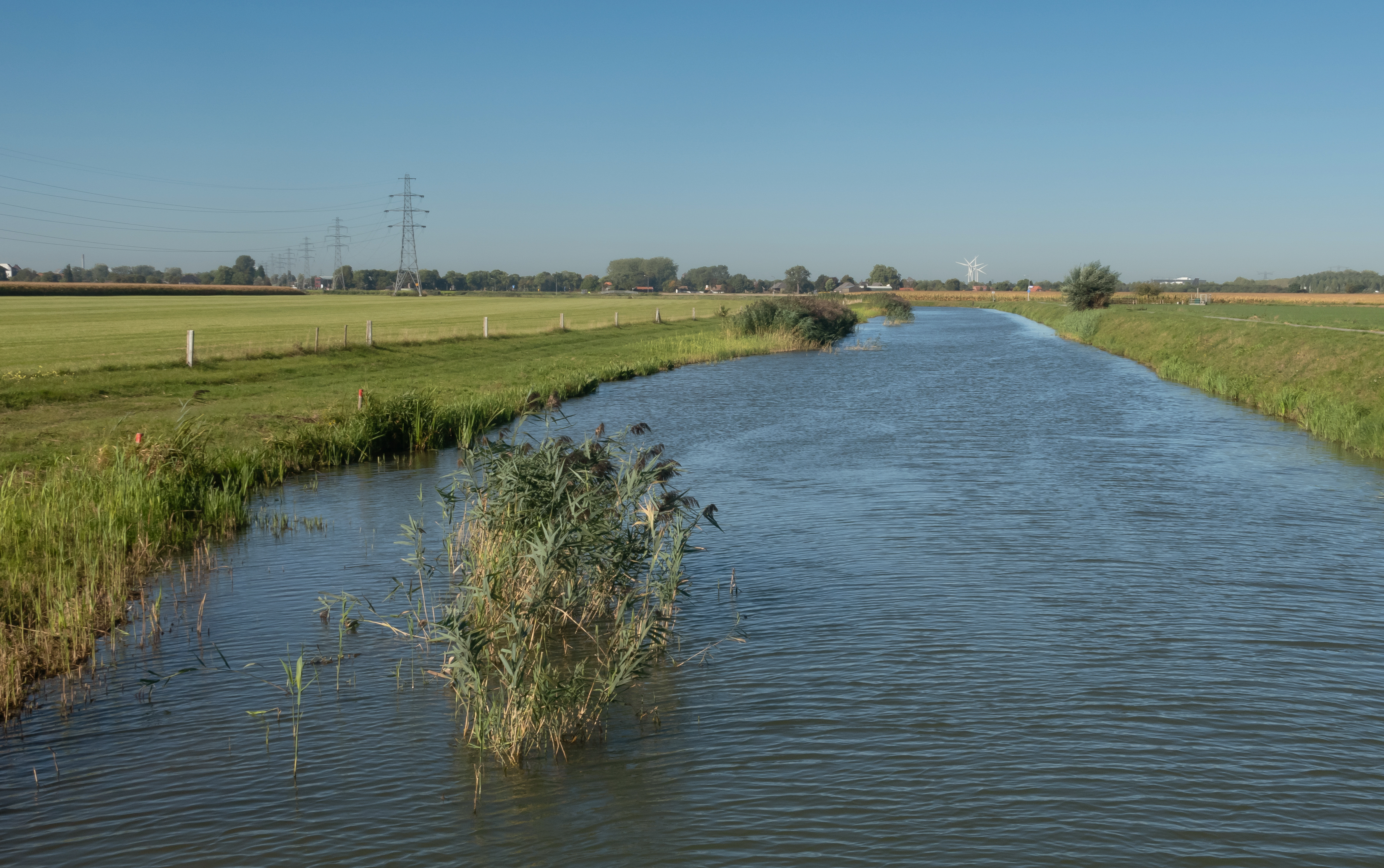
de Linge bei Gendt
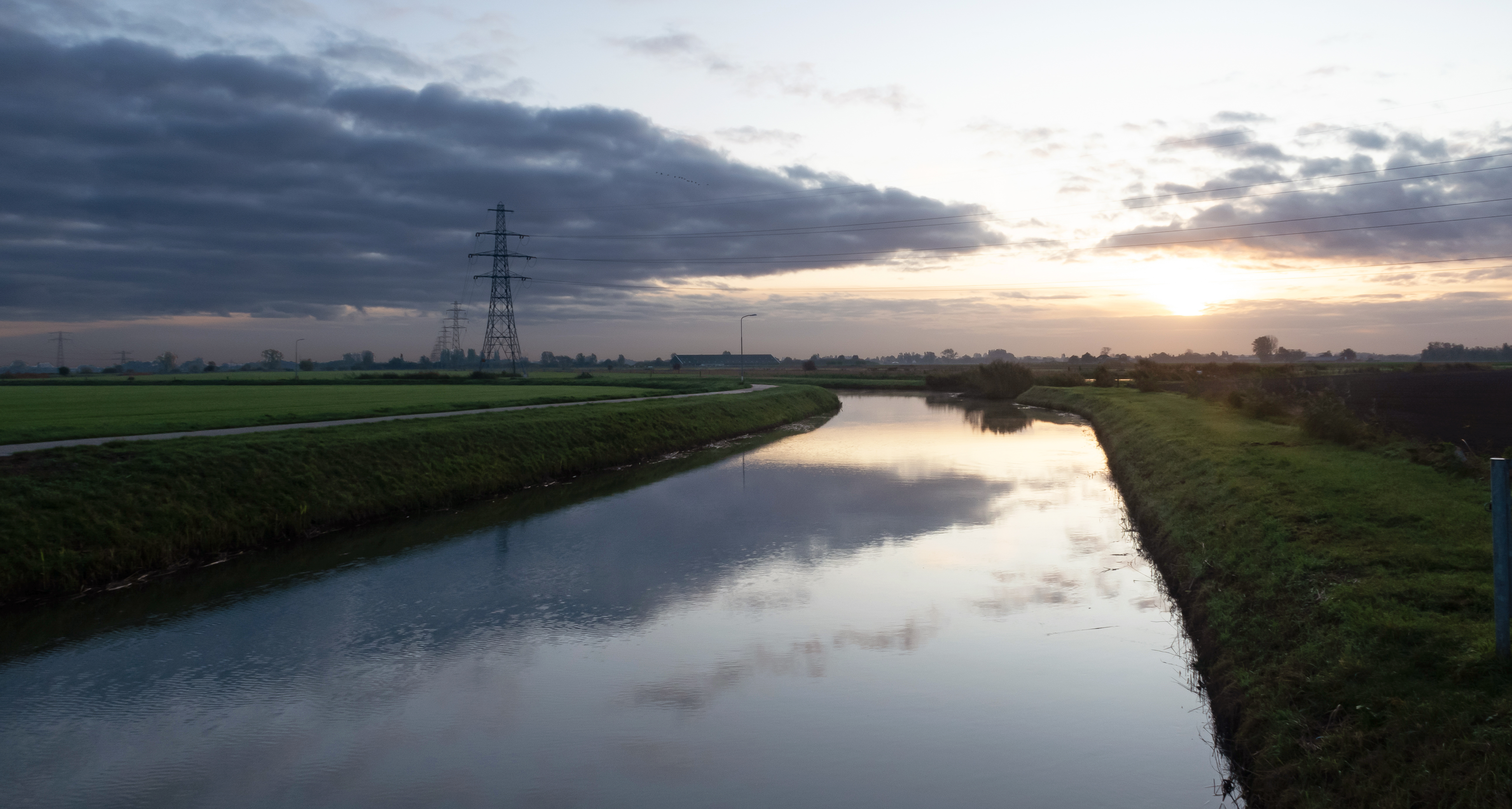
de Linge bei Haalderen
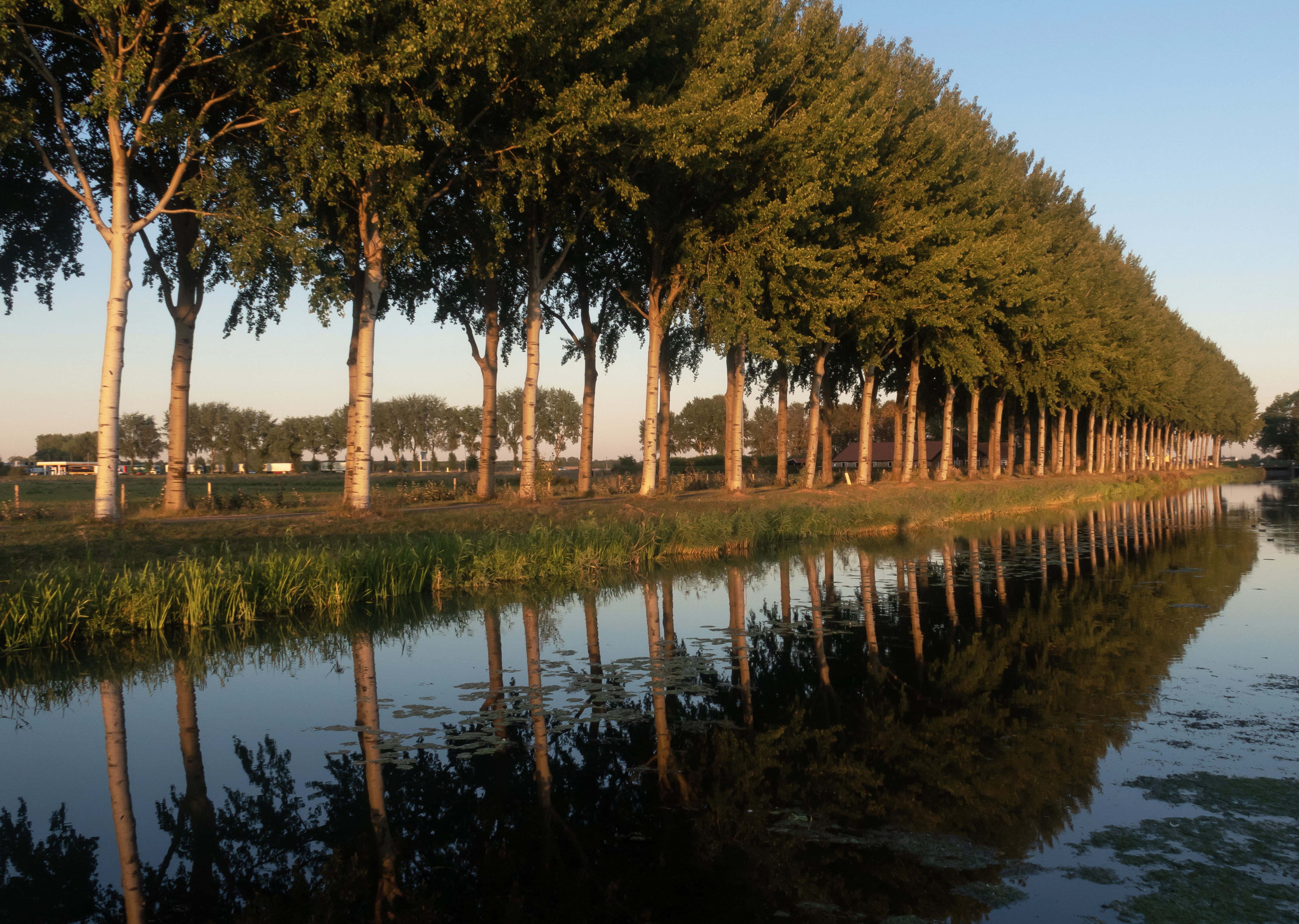
de Linge bei Elst
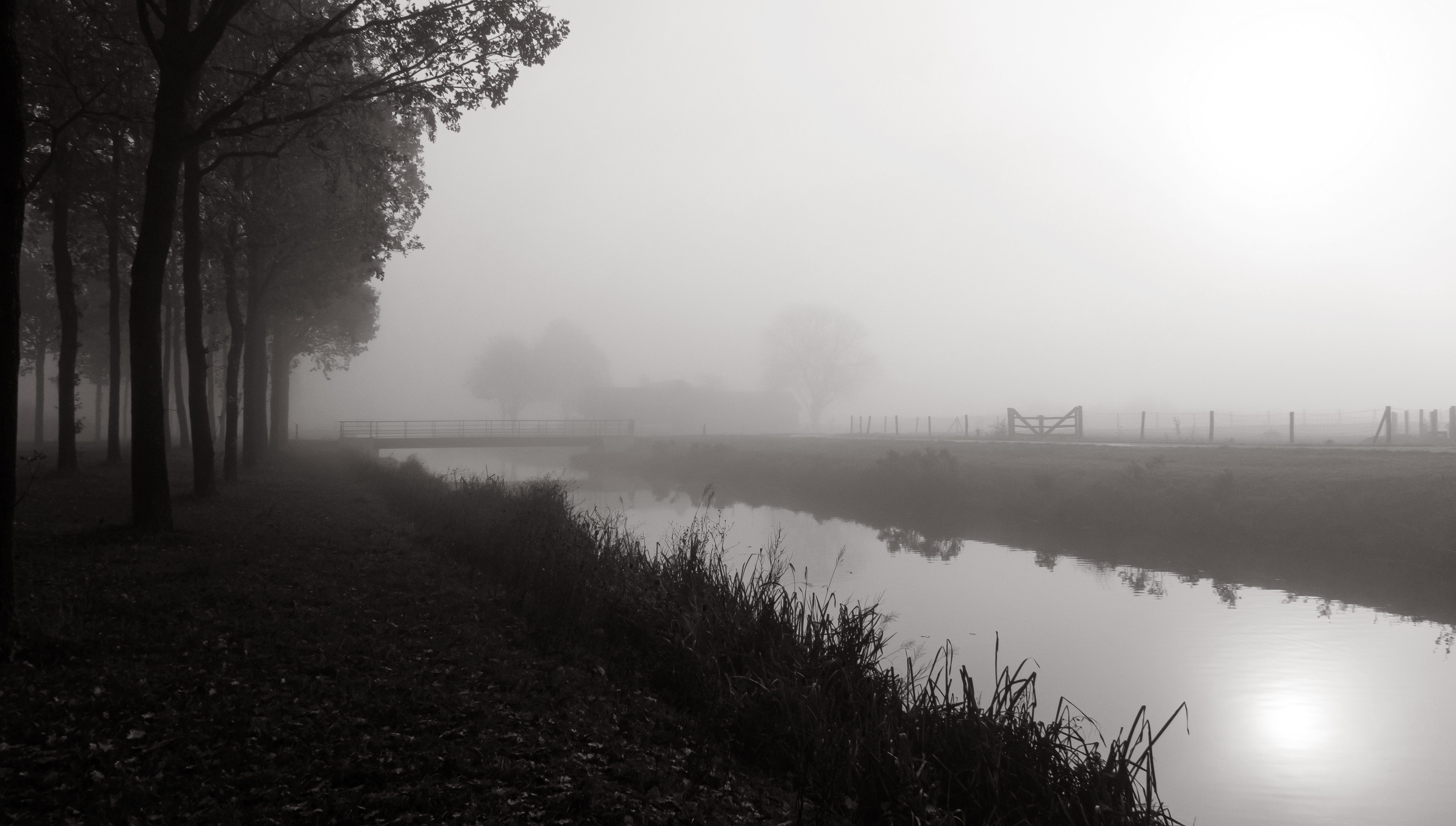
de Linge bei Elst
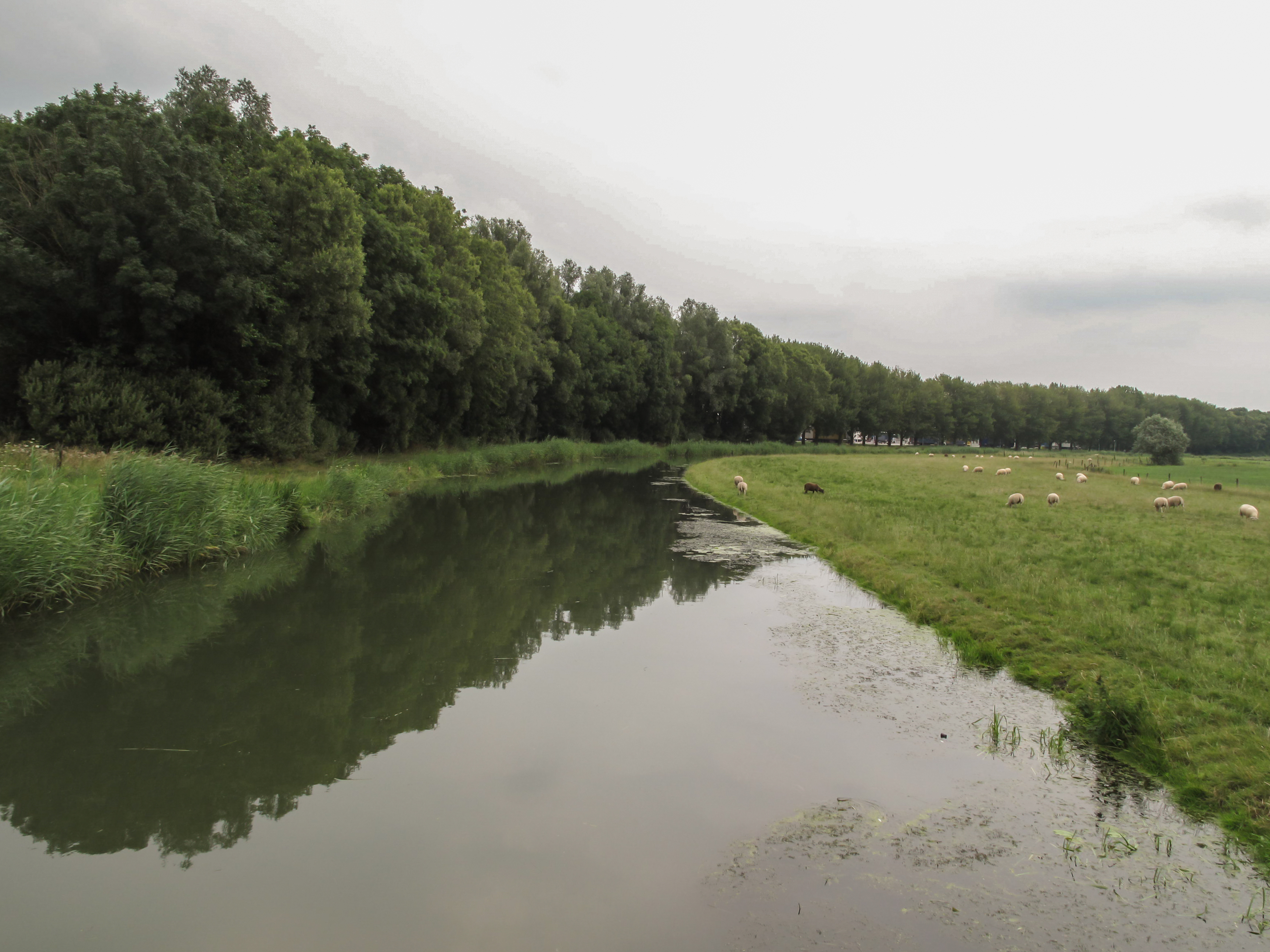
de Linge bei Eldik
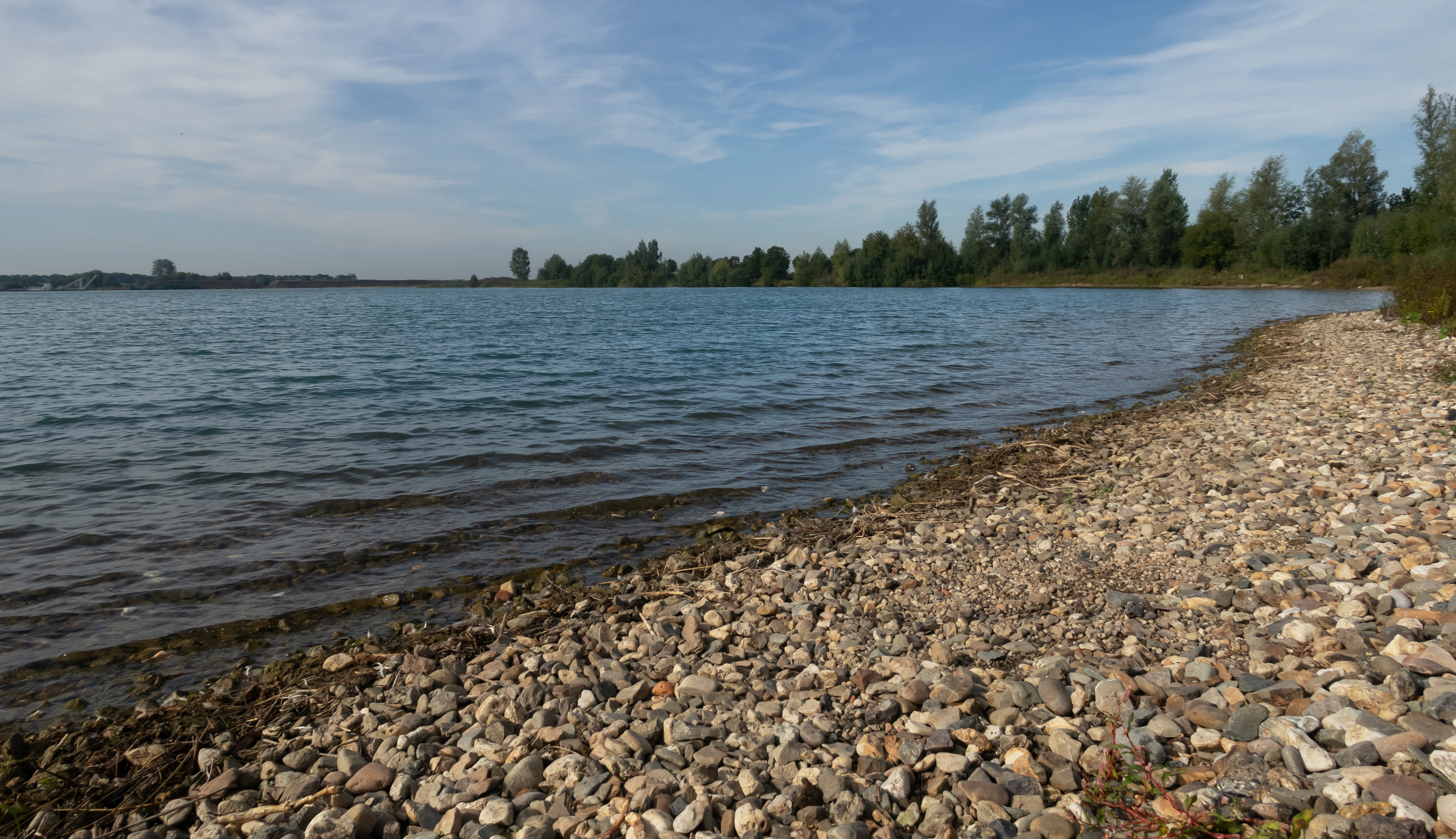
der Lingemeer bei Lienden
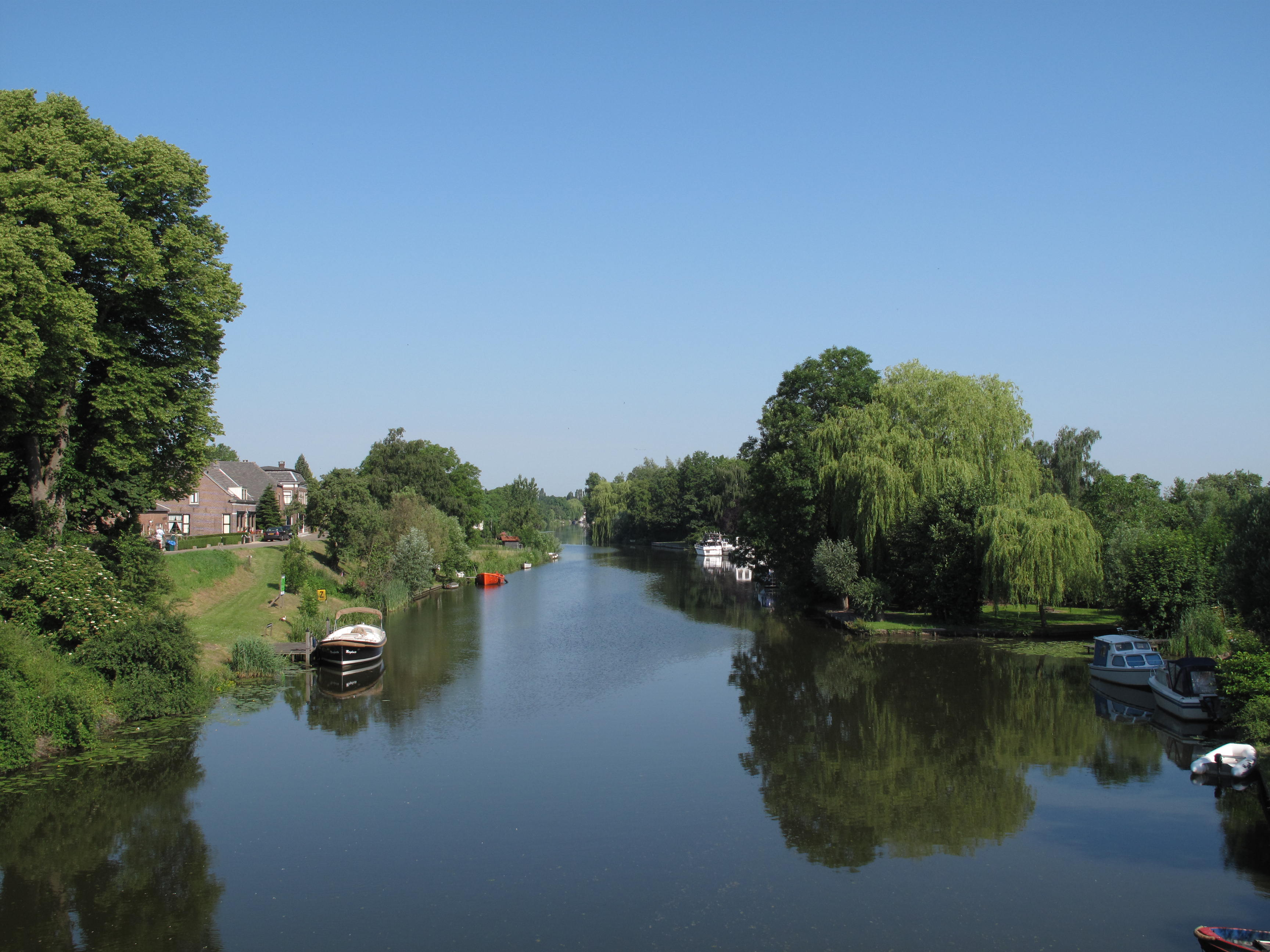
de Linge zwischen Rumpt und Beesd
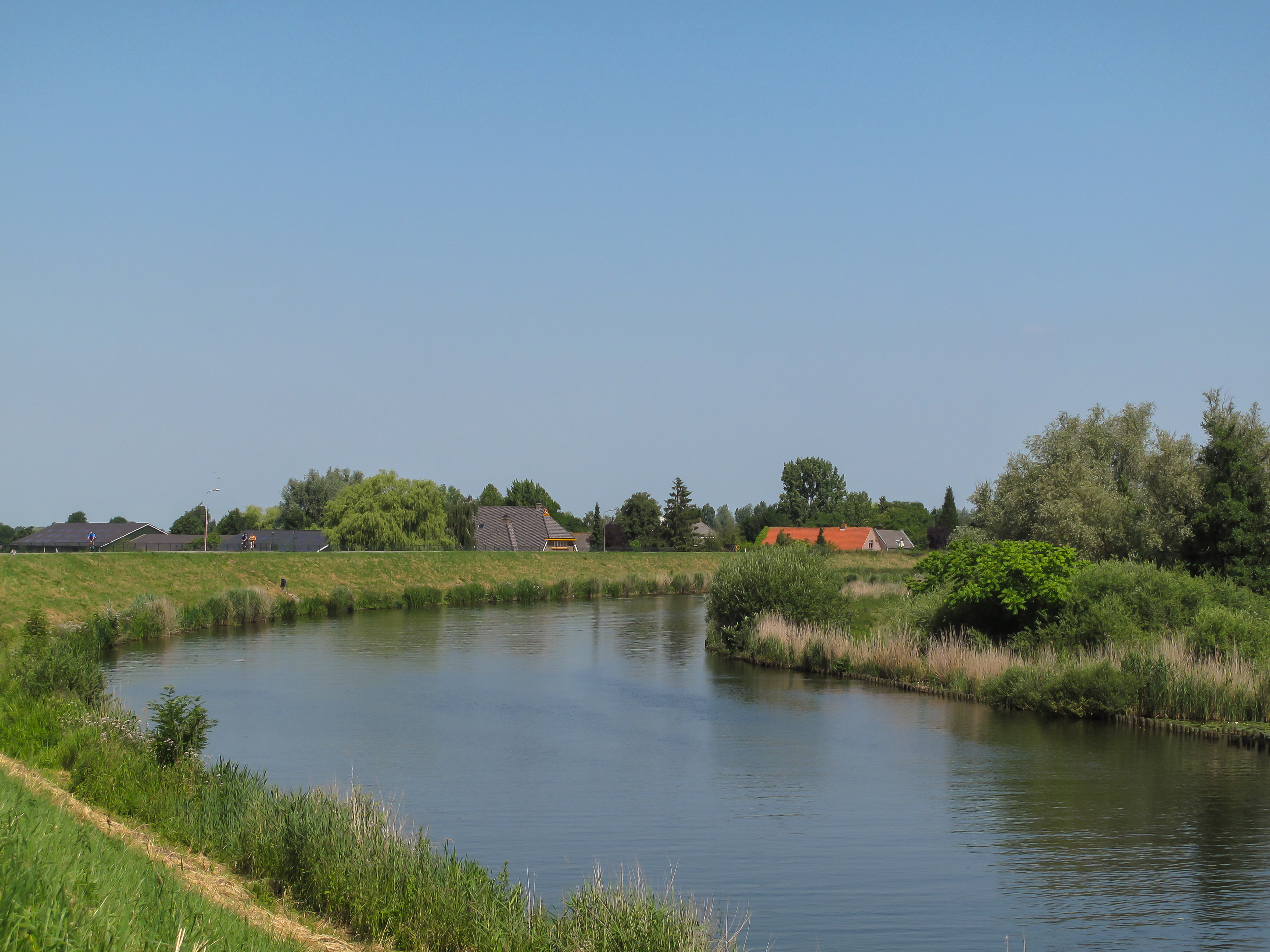
de Linge bei Oosterwijk